# Partido Fuerza Popular
El Partido Fuerza Popular fue creado en 1945 como brazo político-electoral de la Unión Nacional Sinarquista. Participó en las elecciones de 1946 postulando al candidato Jesús A. Castro. Obtuvo su registro el 13 de mayo de 1946. Fue la representación electoral de la Unión Nacional Sinarquista. 
Para obtener su registro, tuvieron que eliminar de sus preceptos el de «luchar por la indisolubilidad del matrimonio y su valor sacramental» o el «que la esfera de acción de la Iglesia católica no fuera limitada al recinto de los templos». Su registro se le canceló por violar varias fracciones del artículo 24 de la Ley Electoral Mexicana y llevar a cabo manifestaciones que, a juicio del régimen revolucionario del PRI, ponían en riesgo el orden público, además de identificarlo con prácticas fascistas como sus marchas, símbolos, banderas e himnos. Desde sus inicios el Partido Fuerza Popular participó en varios procesos electorales locales en coalición con el Partido Acción Nacional, partido cuyos principios iniciales enarbolaban el nacionalismo hispánico en México, la Doctrina Social Cristiana y hasta cierto punto el integrismo católico.

## Proscripción
El partido fue proscrito con la excusa de que, en diciembre de 1948, militantes de la UNS-Partido Fuerza Popular decidieron colocar una capucha negra sobre la cabeza de la efigie del expresidente liberal Benito Juárez, en el hemiciclo dedicado a su memoria en la Ciudad de México Mientras el maestro de ceremonias, vestido de manera similar a las SA con camisa estilo militar verde olivo[cita requerida] y con un brazalete rojo haciendo alusión a la bandera sinarquista decía: “No queremos verlo, ni que nos vea”[cita requerida] acto seguido los asistentes hacían el saludo sinarquista y entonaban su himno. En respuesta oficial se declaró el 21 de marzo día de descanso obligatorio, por ser aniversario del natalicio de Juárez.
Al desaparecer el PFP la mayoría de sus miembros siguieron militando en la Unión Nacional Sinarquista, muchos de sus miembros, sin dejar de militar en la UNS, ingresaron al Partido Acción Nacional al cual encontraban afín al menos en principios de doctrina e ideología, el resto se unió a otras organizaciones católicas y conservadoras para formar en 1951 el Partido Nacionalista Mexicano, el cual terminó siendo un partido satélite del gobierno priista.